# Gynoplistia campbelli
Gynoplistia campbelli är en tvåvingeart. Gynoplistia campbelli ingår i släktet Gynoplistia och familjen småharkrankar.

## Underarter
Arten delas in i följande underarter:
- G. c. bicornis
- G. c. campbelli